# 拉列拉德盖阿
拉列拉德盖阿，是西班牙加泰罗尼亚塔拉戈纳省的一个市镇。总面积9平方公里，总人口1034人（2001年），人口密度115人/平方公里。